# Luzia Oppermann
Luzia Oppermann (* 1994 in Korneuburg) ist eine österreichische Schauspielerin.

## Leben
Luzia Oppermann wuchs in Wien auf, wo sie von 2012 bis 2015 in Inszenierungen des Jugendclubs JungerSalon mitwirkte. 2015 erschien sie in den Kurzfilmen Blackout von Tim Oppermann und Nichts von Marie Luise Lehner. Daraufhin studierte sie von 2016 bis 2020 Schauspiel an der Akademie für Darstellende Kunst Baden-Württemberg in Ludwigsburg.
Während ihres Studiums übernahm Oppermann weitere Rollen in Studenten-Kurzfilmen der angeschlossenen Filmakademie Baden-Württemberg. 2018 gab sie ihr Spielfilmdebüt mit der internationalen Horror-Anthologie The Field Guide to Evil, wo sie im Beitrag The Sinful Women of Höllfall erschien. Daneben spielte Oppermann Theater und übernahm die Titelrollen in den Hochschulinszenierungen Fräulein Else und Alice_(Ƨ). Letztgenannte Inszenierung nach Lewis Carroll wurde 2019 zum Schauspielschultreffen nach Berlin eingeladen.
Nach Abschluss ihres Schauspielstudiums war Oppermann 2021 mit Rollen in den deutschen Fernseh-Krimireihen Nord bei Nordwest (Folge: Im Namen des Vaters) und Spreewaldkrimi (Folge: Totentanz) vertreten. Lob seitens der deutschen Fernsehkritik erhielt sie im selben Jahr für ihre Darstellung einer jungen Gewalttäterin und Mutter in der Polizeiruf-110-Folge Monstermutter an der Seite von Maria Simon. Regisseur und Drehbuchautor Christian Bach hatte ihr die Rolle der gewaltbereiten und verzweifelten Louisa „Lou“ Bronski auf den Leib geschrieben.
Luzia Oppermann lebt in Berlin.

## Filmografie (Auswahl)
- 2015: Blackout (Kurzfilm)
- 2015: Nachtaktiv (Kurzfilm)
- 2018: The Field Guide to Evil
- 2021: Nord bei Nordwest – Im Namen des Vaters (Fernsehfilm)
- 2021: Polizeiruf 110: Monstermutter (Fernsehfilm)
- 2021: Spreewaldkrimi: Totentanz (Fernsehfilm)
- 2022: Die Heiland – Wir sind Anwalt (Fernsehserie, Folge Rebellenkind)
- 2022: Honecker und der Pastor (Fernsehfilm)
- 2022: SOKO Stuttgart (Fernsehserie, Folge Alles Glück dieser Erde...)
- 2023: Das Mädchen von früher (Fernsehfilm)
- 2025: In die Sonne schauen